# Gare de Toulouse-Lalande-Église
Pour les articles homonymes, voir Gare de Toulouse.
La gare de Lalande-Église est une gare ferroviaire française de la ligne de Bordeaux-Saint-Jean à Sète-Ville, située dans la ville de Toulouse, quartier de Lalande, à proximité de l'église, dans le département de la Haute-Garonne, en région Occitanie.
C'est une halte de la Société nationale des chemins de fer français (SNCF). Toutefois, l'arrêt n'est plus desservi depuis 2016.

## Situation ferroviaire
Établie à 137 mètres d'altitude, la halte de Lalande-Église est située au point kilométrique (PK) 252,000 de la ligne de Bordeaux-Saint-Jean à Sète-Ville, entre les gares de Lacourtensourt et de Route-de-Launaguet.
Le site comprend trois voies principales : les deux voies de la ligne de Bordeaux à Sète et la voie reliant le triage de Saint-Jory à la gare de Toulouse-Matabiau ainsi qu'une voie de service.

## Histoire
- En 2015, selon les estimations de la SNCF, la fréquentation annuelle de la gare était de 380 voyageurs[3].

- En 2016 l'arrêt n'est plus desservi.

## Service des voyageurs

### Accueil
Halte SNCF, c'est un point d'arrêt non géré (PANG) à entrée libre.
Elle dispose d'un seul quai.

### Desserte
Lalande-Église n'est plus desservie depuis 2016.

### Intermodalité
Un parking est aménagé à ses abords. 
Elle est desservie par des bus du réseau de Toulouse.

## Projet
Un réaménagement complet de la halte est en projet dans le cadre du RER nord de Toulouse et du grand projet ferroviaire du Sud-Ouest.